# 圣日耳曼 (维埃纳省)
圣日耳曼（法語：Saint-Germain，法語發音：[sɛ̃ ʒɛʁmɛ̃]）是法国新阿基坦大区维埃纳省的一个市镇，位于该省东部，属于蒙莫里永区。

## 地理
圣日耳曼（46°33'49"N, 0°52'26"E）面积20.23 平方千米，位于法国新阿基坦大区维埃纳省，该省份为法国中西部省份，北起曼恩-卢瓦尔省和安德尔-卢瓦尔省，西接德塞夫勒省，南至夏朗德省，东南接上维埃纳省，东临安德尔省。
与圣日耳曼接壤的市镇（或旧市镇、城区）包括：安格朗德、梅里尼、昂蒂尼、贝蒂讷、纳利耶、圣萨万。

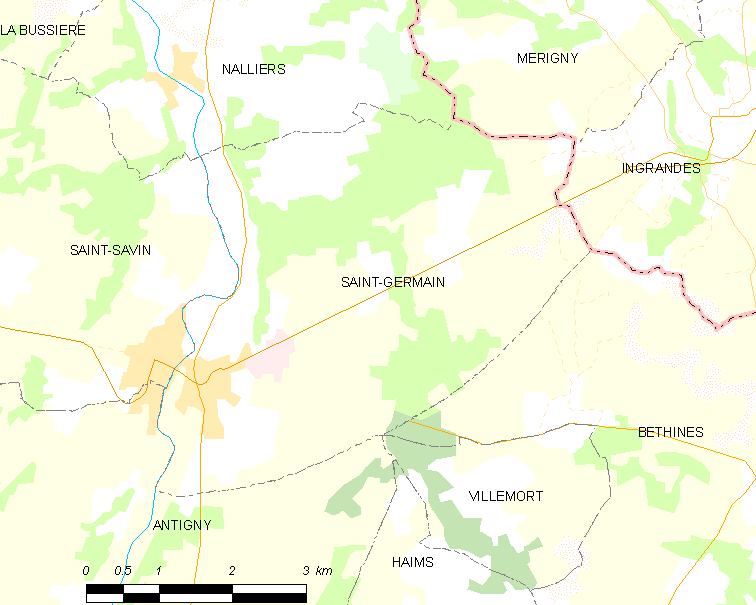
的OSM定位图

圣日耳曼的时区为UTC+01:00、UTC+02:00（夏令时）。

## 行政
圣日耳曼的邮政编码为86310，INSEE市镇编码为86223。

## 政治
圣日耳曼所属的省级选区为蒙莫里永县。

## 人口

1962-2008年间人口变化图示

圣日耳曼于2022年1月1日时的人口数量为883人。